# Lenguas hispano-célticas

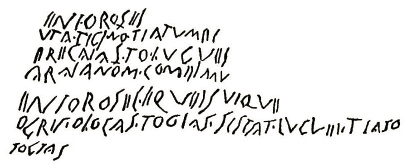
Inscripción celtíbera en la piedra de Villastar: "...TO LVGVEI ARAIANOM..." con el significado "...para el noble Lug..."

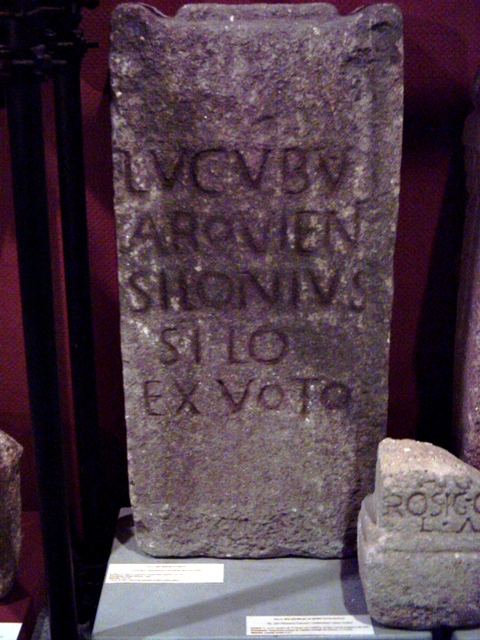
Inscripción votiva al dios Lug, procedente de Gallaecia: LUCOUBU ARQUIEN(obu) SILONIUS SILO EX VOTO cf.

Las lenguas hispano-célticas son el conjunto de variedades dialectales de filiación céltica que se hablaban en la historia antigua de la península ibérica.
Algunas de estas lenguas están atestiguadas epigráficamente, aunque otras pueden ser reconstruidas a partir de la onomástica y los datos epigráficos estrictos. No existe evidencia de que las lenguas hispano-célticas formaran un grupo filogenético, y usualmente se las clasifica como parte del grupo de las lenguas célticas continentales.

## Lenguas identificables
Las variedades hispano-célticas bien caracterizadas incluyen dos grupos:
1. Celtibérico que es una variedad oriental, la de corpus más extenso y aceptado como "celta", el celtíbero, que Jordán propone denominar "hispano-céltico nororiental";[2][3] y
2. Celta galaico que es una variedad occidental, en la zona atlántica (al oeste de la Vía de la Plata), donde un limitado corpus de inscripciones latinas contienen algunos rasgos claramente celtas, y que permitirían reconstruir el celta galaico.[5]

Esta última variedad, menos atestiguada, que Jordán propone denominar "hispano-céltico noroccidental", puede ser asociado probablemente a las tempranas inscripciones de estelas del suroeste peninsular, que algunos investigadores creen representar una lengua céltica relacionada con el idioma tartésico. Todo este material representa más de un dialecto. Hay numerosos ejemplos de genitivo plural en -um y -on, así como -un, y al menos una inscripción con dativo plural en -bor. "Hispano-céltico occidental" es un concepto que se usa para agrupar todo este grupo de dialectos de la zona atlántica.
Además hay otros topónimos celtas más difíciles de asignar a una variedad lingüística concreta, por lo que una mejor calidad de los datos podría permitir reconstruir alguna otra lengua celta además de las dos anteriores. De hecho, todo el material céltico existente en la península correspondería a más variedades que a las reconocibles, así la lengua de etnias como los astures, galaicos, cántabros, los vacceos, los carpetanos, los célticos y otros habrían sido de lengua celta, pero no está claro hasta qué punto las variedades lingüísticas habladas por ellos constituían lenguas diferentes del celtibérico o del celta galaico, o eran dialectos de alguna de estas últimas.

## Descripción lingüística

### Generalidades
Las variedades hispano-célticas occidentales comparten con el celtíbero un núcleo distintivo y probablemente innovativo, suficiente como para justificar el término "hispano-céltico" como sub-familia lingüística más allá de la pura clasificación geográfica. En Naturalis Historia 3.13 Plinio el Viejo constata que los celtas de Bética procedían de los "celtíberos" de Lusitania, dado que compartían lengua, religión y denominación de sus asentamientos fortificados:

Celticos a Celtiberis ex Lusitania advenisse manifestum est sacris, lingua, oppidorum vocabulis, quae cognominibus in Baetica distinguntur.

No obstante, los celtas, que se hallaban en un área bajo fuerte influencia de la colonización fenicia, parecen haber participado desde muy temprano en las innovaciones lingüísticas que ocurrían en varias partes del amplio mundo céltico-hablante, como resultado del rápido desarrollo social y económico de los siglos X al VI a. C. Tal situación favoreció la mezcla de dialectos y la aceptación de rasgos innovadores, resultando en la formación de una lingua franca.

### Isoglosas
Como parte del esfuerzo por establecer un continuum dialectal hispano-céltico, Luján (2007) intentó diferenciar el dialecto vetón de la vecina lengua lusitana, usando los nombres personales de los vetones para describir los siguientes cambios fonéticos (del proto-indoeuropeo al proto-céltico):
- *ō > ā como ocurre en Enimarus.
- *ō > ū en sílabas finales se indica por el sufijo, Abrunus, Caurunius.
- *ē > ī se atestigua en el genitivo singular Riuei.
- *n̥ > an como ocurre en Argantonius.
- *m̥ > am en nombres con Amb-.
- *gʷ > b se atestigua en nombres como Bouius, derivado de *gʷow- 'vaca'.
- *kʷ en proto-indoeuropeo *perkʷ-u- 'encina' aparece en Erguena.
- *p > ɸ > 0 se atestigua en:

1. *perkʷ-u- > ergʷ- en Erguena.
2. *plab- > lab- en Laboina.
3. *uper- > ur- en Uralus y Urocius.

- No obstante, *p se preserva en Cupiena, un nombre vetón no atestiguado en Lusitania; también en nombres como Pinara, mientras *-pl- probablemente convertido en -bl- en nombres como Ableca.